# Elseid Hysaj
Elseid Hysaj   (Shkodër, 2 de febrer de 1994) Elseid Gezim Hysaj  és un jugador professional de futbol albanès que juga com a lateral dret amb la SS Lazio i la selecció albanesa.

## Biografia
Hysaj va néixer a Reç, Malësi e Madhe, Albània. Dos mesos després del naixement d'Elseid, el seu pare Gëzim va emigrar a Itàlia, com molts albanesos havien fet als anys noranta, a la recerca d'oportunitats laborals per poder subsistir a la seva família. Elseid va créixer a Shkodër amb la seva mare i els seus avis mentre el seu pare treballava a Itàlia com a paleta.
El mateix Hysaj va començar la seva carrera juvenil als 7 anys amb el KF Shkodra, un club d'aficionats amb seu al seu lloc de naixement Shkodër i dirigit per Taip Piraniqi. Mentre treballava a casa de l'agent de futbol Marco Piccioli, el seu pare va esmentar que el seu fill era un futbolista talentós, però com que Elseid tenia només 10 anys en aquell moment, Piccioli va aconsellar a Gëzim que esperés. Quan Elseid havia complert 14 anys va viatjar a Itàlia on va ser avaluat per Piccioli i va assistir a proves a diversos clubs, inclosa l'ACF Fiorentina abans d'incorporar-se finalment a l'acadèmia d'Empoli.

### Carrera de club
Hysaj va ser convocat per primera vegada per a l'equip sènior de l'Empoli per a la novena setmana de partits de la temporada 2011-12 de la Sèrie B contra el Varese el 9 d'octubre de 2011, en què Hysaj va ser un substitut no utilitzat durant tot el partit. Durant la segona meitat de la temporada, va ser convocat dues vegades més per als partits de març i abril, però de nou va romandre com a suplent no utilitzat. Va fer el seu debut com a professional amb el primer equip el 24 de novembre de 2011 en un partit de la Coppa Itàlia contra la Fiorentina, jugant els 90 minuts complets en una derrota per 2-1.

###### Temporada 2012-13
Hysaj va debutar a la lliga el 20 d'octubre de 2012 en la jornada 10 contra el Virtus Lanciano, que va acabar amb una victòria a domicili per 0–3, on va entrar com a substitut al minut 67. Finalment, l'Empoli va acabar la temporada 2012-13 en quart lloc i, per tant, es va classificar per als playoffs d'ascens. A les semifinals van jugar contra el Novara Calcio, on l'Hysaj va jugar els 90 minuts complets en ambdós partits, primer el 22 de maig de 2013, amb un empat a 1 a 1 i el partit de tornada el 26 de maig de 2013, que l'Empoli va guanyar 4-1.
L'Empoli va jugar després la final a doble contra l'Livorno. El 29 de maig de 2013, Hysaj va jugar uns 90 minuts més a l'anada de la final contra el Livorno, va acabar en un empat 1–1 i un altre a la final de tornada el 2 de juny de 2013, va acabar en una derrota per 1–0, D'aquesta manera, el Livorno va ascendir a la Sèrie A1–1 202 a 3–1. Hysaj va acabar la temporada 2012-13 amb l'Empoli, fent un total de 35 aparicions, de les quals 30 a la lliga, 1 a la Copa Itàlia i 4 als playoffs de promoció de la Sèrie B, oferint una assistència, i al partit de tornada el 26 de maig de 2013, que l'Empoli va guanyar per 4–1.

###### Temporada 2013-14
El 19 de setembre de 2013 va renovar el contracte amb l'Empoli fins al 2015.

## Vida personal
El 9 de juny de 2015, Hysaj es va comprometre amb Miss Albania 2013 Fiorenza Lekstakaj. Es van casar el juny de 2019. També és partidari del Partit Socialista d'Albània, després d'haver participat a la campanya electoral del 2017 a Shkodër. El seu cosí Daniel també és un futbolista professional, jugant al club italià de la Sèrie C Taranto la temporada 2023-24.

## Palmarès
SSC Napoli
- 1 Copa italiana: 2019-20.